# سورین بابی
سورین بابی (رومانیایی: Sorin Babii؛ زادهٔ ۱۴ نوامبر ۱۹۶۳) تیرانداز اهل رومانی بود.
وی در مسابقات کشوری و بین‌المللی در مجموع برندهٔ ۱ مدال طلا، ۳ مدال برنز شده‌است.